# Liste der Kulturdenkmale in Bösingen (bei Rottweil)
In der Liste der Kulturdenkmale in Bösingen sind alle Bau- und Kunstdenkmale der Gemeinde Bösingen und ihrer Teilorte verzeichnet, die im „Verzeichnis der unbeweglichen Bau- und Kunstdenkmale und der zu prüfenden Objekte“ des Landesamts für Denkmalpflege Baden-Württemberg verzeichnet sind.
Diese Liste ist nicht rechtsverbindlich. Eine rechtsverbindliche Auskunft ist lediglich auf Anfrage bei der Unteren Denkmalschutzbehörde des Landkreises Rottweil erhältlich.

## Allgemein
- Bild: Zeigt ein ausgewähltes Bild aus Commons, „Weitere Bilder“ verweist auf die Bilder im Medienarchiv Wikimedia Commons.
- Bezeichnung: Nennt den Namen, die Bezeichnung oder die Art des Kulturdenkmals.
- Lage: Straßenname und Hausnummer oder Flurstücknummer des Kulturdenkmals, gegebenenfalls auch den Ortsteil. Die Grundsortierung der Liste erfolgt nach dieser Adresse. Der Link (Karte) führt zu verschiedenen Kartendiensten mit der Position des Kulturdenkmals. Fehlt dieser Link, wurden die Koordinaten noch nicht eingetragen. Sind diese bekannt, können sie über ein Tool mit einer Kartenansicht einfach nachgetragen werden. In dieser Kartenansicht sind Kulturdenkmale ohne Koordinaten mit einem roten bzw. orangen Marker dargestellt und können durch Verschieben auf die richtige Position in der Karte mit Koordinaten versehen werden. Kulturdenkmale ohne Bild sind an einem blauen bzw. roten Marker erkennbar.
- Datierung: Baubeginn, Fertigstellung, Datum der Erstnennung oder grobe zeitliche Einordnung entsprechend des Eintrags in der zuständigen Denkmaldatenbank (Landesamt für Denkmalpflege Baden-Württemberg).
- Beschreibung: Kurzcharakteristik des Kulturdenkmals.

## Bösingen
| Bild | Bezeichnung                                  | Lage                                       | Datierung      | Beschreibung | ID |
| ---- | -------------------------------------------- | ------------------------------------------ | -------------- | --- | -- |
|      | Wegkreuz                                     | Bösingen, bei Bruckäcker 1 (Karte)         | 1876           | | BW |
|      | Schuh-Hannesen-Kreuz                         | Bösingen, Dunninger Straße (Karte)         | 1919           | | BW |
|      | Hauskreuz                                    | Bösingen, Epfendorfer Straße 29 (Karte)    | um 1800        | | BW |
|      | Vögtleshof                                   | Bösingen, Grünlinger Straße 14 (Karte)     | um 1793        | | BW |
|      | Quergeteiltes Einhaus                        | Bösingen, Grünlinger Straße 20 (Karte)     | 17./18. Jh.    | | BW |
|      | Rotes Kreuz                                  | Bösingen, Herrenbühl (Karte)               | 1914           | | BW |
|      | ehemaliger Kirchturm                         | Bösingen, Herrenbühl 3 (Karte)             | frühes 19. Jh. | Beim Abriss der alten Kirche 1982 abgebaut und 1983 hier wieder aufgebaut. Anbau der Marienkapelle 1985. Verputzter oktogonaler Fachwerkturm. | BW |
|      | Wirtshausausleger des Gasthauses Wilder Mann | Bösingen, Herrenzimmerner Straße 4 (Karte) | frühes 19. Jh. | | BW |
|      | Hofgebäude                                   | Bösingen, Kasperleshof 1 (Karte)           | ca. 1786       | | BW |
|      | Pfarrscheune                                 | Bösingen, Kirchwiesen 14 (Karte)           | 1858           | | BW |
|      | Wegkreuz                                     | Bösingen, bei Kirchwiesen 14               | 1880           | |    |
|      | Kreuzigungsgruppe in der Schächerkapelle     | Bösingen, Kleinhöchle 2                    | 18. Jh.        | |    |
|      | Wegkreuz                                     | Bösingen, L 414                            | 1892           | |    |
|      | Neubrunnen-Hof                               | Bösingen, Lindenbühlstraße 2 (Karte)       | um 1565/66     | [ 2 ] | BW |
|      | Wegkreuz                                     | Bösingen, bei Lindenbühlstraße 11          | 1880           | |    |
|      | Gefallenendenkmal                            | Bösingen, bei Pfarrer-Uhl-Weg 4            | 1922           | |    |
|      | ’s Hoama-Kreuz                               | Bösingen, Reutewiesen                      | 1918           | |    |
|      | Antoniuskapelle                              | Bösingen, Waldwiesen 1                     | 1874           | |    |

## Herrenzimmern
| Bild           | Bezeichnung                                | Lage                                      | Datierung                   | Beschreibung                                                           | ID |
| -------------- | ------------------------------------------ | ----------------------------------------- | --------------------------- | ---------------------------------------------------------------------- | -- |
|                | Wirtshausausleger des Gasthauses zur Sonne | Herrenzimmern, Bösinger Straße 1 (Karte)  | um 1880                     |                                                                        | BW |
|                | Quergeteiltes Einhaus                      | Herrenzimmern, Bösinger Straße 12 (Karte) | 1867 oder 1874              |                                                                        | BW |
|                | Wegkreuz                                   | Herrenzimmern, Gottfried-von-Cramm-Weg    | vor 1900                    |                                                                        |    |
|                | Büscheck-Kreuz                             | Herrenzimmern, Graf-Werner-Straße         | 19. Jh.                     |                                                                        |    |
|                | Wegkreuz                                   | Herrenzimmern, bei Hochheim 1             | 1873                        |                                                                        |    |
|                | Floriskreuz                                | Herrenzimmern, Kirchstraße                | Mitte 19. Jh.               |                                                                        |    |
|                | Wegkreuz                                   | Herrenzimmern, bei Kirchstraße 1          | 18. Jh.                     |                                                                        |    |
|                | Kath. Pfarrkirche St. Jakobus              | Herrenzimmern, Kirchstraße 14 (Karte)     | 1720                        | [ 3 ]                                                                  | BW |
|                | Friedhofskreuz                             | Herrenzimmern, bei Kirchstraße 14         | 1877                        |                                                                        |    |
|                | Friedhofskreuz                             | Herrenzimmern, bei Kirchstraße 14         | 19. Jh.                     |                                                                        |    |
|                | ’s ussere Bure                             | Herrenzimmern, Lindenstraße 10 (Karte)    | 1748                        |                                                                        | BW |
|                | Wegkreuz                                   | Herrenzimmern, Obere Dorfwiesen           | 1909                        |                                                                        |    |
|                | Auswandererkreuz                           | Herrenzimmern, Rottweiler Straße          | 1872                        |                                                                        |    |
| Weitere Bilder | Burgruine Herrenzimmern                    | Herrenzimmern, Schlosshalde (Karte)       | im Kern spätmittelalterlich | 1508 Wiederaufbau nach Brand, ab 1594 Verfall und teilweise Schleifung |    |
|                | Kellerhaus                                 | Herrenzimmern, Schlossweg 8 (Karte)       | 1805                        |                                                                        | BW |
|                | Pulverkreuz                                | Herrenzimmern, bei Wiesenstraße 2         | 1916                        |                                                                        |    |